# Englisch-Walisischer Krieg (1223)
Der Englisch-Walisische Krieg von 1223 war ein militärischer Konflikt zwischen dem Königreich England und mehreren walisischen Fürstentümern, deren wichtigstes Gwynedd unter Fürst Llywelyn ab Iorwerth war.

## Ausgangslage

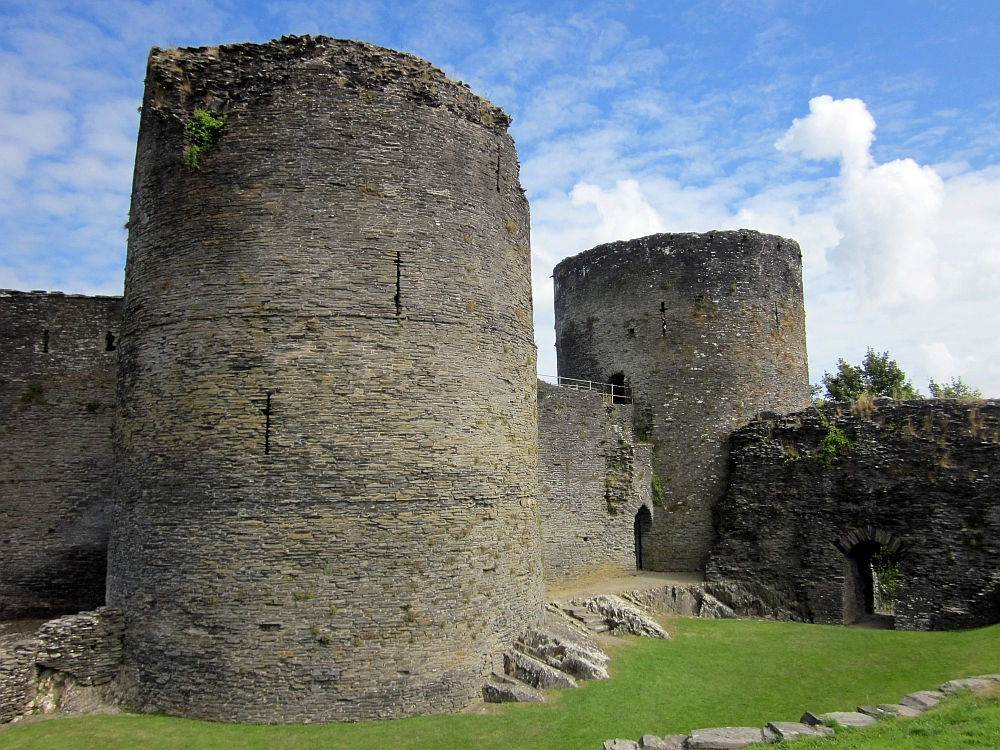
Das vom Earl of Pembroke 1223 zur Sicherung seiner Eroberungen begonnene Cilgerran Castle

Nach dem Vertrag von Worcester 1217 lag Pembroke, das im Besitz von William Marshal, 2. Earl of Pembroke war, isoliert und umgeben von Gebieten unter walisischer Herrschaft. Fürst Llywelyn ab Iorwerth von Gwynedd hatte 1216 im Abkommen von Aberdyfi den walisischen Lord Maelgwn ap Rhys aus der Dinefwr-Dynastie als Herrn von Carmarthen, Cemais, St Clears und Laugharne eingesetzt. Nach dem Tod von Maelgwns Neffen Rhys Ieuanc, einem der walisischen Lords von Ceredigion, wurde Maelgwn 1222 auch Herr von Ceredigion und Cardigan. Maelgwns Bruder Rhys Gryg war Herr von Kidwelly, worauf auch der mit Marshal verwandte William Crassus, der Vormund der minderjährigen Erbin Hawise de Londres Anspruch hatte. In Gower hatte Llywelyn seinen Schwiegersohn John de Braose anstatt dessen Onkel Reginald de Braose, der mit Pembroke verbündet war, als Lord eingesetzt. Die englische Herrschaft über Pembroke blieb durch walisische Angriffe, wie Fürst Llywelyn sie beispielsweise 1220 geführt hatte, weiter gefährdet. Als Llywelyn ab Iorwerth im März 1223 plötzlich die Burgen von Kinnerley und Whittington in Shropshire angriff und eroberte, begann der Earl of Pembroke in Südwestwales einen Gegenangriff. Fürst Llywelyn war daraufhin gezwungen, einen bis zum 23. April, dem Ostersonntag, befristeten Waffenstillstand zu schließen.

## Angriff des Earls of Pembroke
Ohne Absprache mit dem Regentschaftsrat, der für den unmündigen König Heinrich III. die Regierung führte, bereitete der Earl of Pembroke nun einen Angriff auf Südwestwales vor, um die walisische Vormacht zu brechen. Er sammelte ein Heer auf seinen irischen Besitzungen, mit dem er um den 16. April 1223 bei St Davids landete. Nachdem der Waffenstillstand ausgelaufen war, griff er am Ostermontag, 24. April 1223 Cardigan Castle an und eroberte es. Wenige Tage später eroberte er auch Carmarthen Castle, anschließend zog er südwärts nach Kidwelly Castle. Trotz der vorangegangenen Kämpfe traf dieser Angriff Fürst Llywelyn anscheinend unvorbereitet, denn die walisische Gegenwehr war zunächst nur mäßig. Llywelyns Sohn Gruffudd zog den Truppen Pembrokes entgegen und stellte sich entgegen dem Rat von Rhys Gryg bei Kidwelly zur Schlacht. Nach langem Kampf endete die Schlacht unentschieden, doch aufgrund mangelnder Vorräte mussten sich die Waliser schließlich zurückziehen. Pembroke zog nach Norden, um Carmarthen Castle wieder zu befestigen sowie in Cilgerran mit dem Bau einer neuen steinernen Burg zu beginnen. Mit diesem Feldzug hatte Pembroke damit Maelgwn ap Rhys aus Cardigan, Carmarthen, Cilgerran und vermutlich auch aus Emlyn und Cemais vertrieben und so die walisische Vormacht in Südwestwales gebrochen. Die englische Regierung unter dem Justiciar Hubert de Burgh konnte das Ergebnis dieses eigenmächtigen, aber erfolgreichen Feldzugs am 10. Mai nur noch akzeptieren, zumal Pembroke Cardigan und Carmarthen Castle wieder dem König übergab. Ende Mai besetzte Robert de Vaux, ein Gefolgsmann von Pembroke, die beiden Burgen offiziell für den König, so dass sie weiterhin unter indirekter Kontrolle von Pembroke verblieben.

## Zweiter Angriff des Earls of Pembroke und Feldzug von Hubert de Burgh
Während Hubert de Burgh eine Armee bei Worcester sammelte, trafen sich Fürst Llywelyn und der Earl of Pembroke auf Vermittlung von Erzbischof Stephen Langton zwischen dem 8. und 10. Juli zu Verhandlungen in Ludlow. Fürst Llywelyn verlangte die Rückgabe von Carmarthen und Cardigan, auf die er nach dem Vertrag von Worcester 1217 bis zur Volljährigkeit des Königs Anspruch hatte. Pembroke lehnte dies ab. Die englische Regierung war gegenüber dieser Weigerung machtlos, so dass die Verhandlungen scheiterten. Erzbischof Langton exkommunizierte Fürst Llywelyn und belegte dessen Reich mit dem Interdikt. Trotz des Widerstands von Peter des Roches und des Earls of Chester unterstützte Hubert de Burgh nun offen Pembroke. Er stellte 140 Ritter aus den südwestenglischen Grafschaften unter das Kommando von Pembroke und des Earls of Salisbury, die mit dieser Unterstützung im Juli 1223 Kidwelly erobern und Maelgwn ap Rhys aus Ceredigion südlich des River Aeron vertreiben. Das so eroberte Südceredigion übergab Pembroke seinem walisischen Verbündeten Cynan ap Hywel, dessen Vater 1204 von Maelgwn ermordet worden war. Hubert de Burgh plante in der Zeit einen Feldzug in das südliche Powys, das nach dem Vertrag von Worcester 1217 während der Minderjährigkeit der Erben von Fürst Gwenwynwyn im Besitz von Fürst Llywelyn war. Um den 20. Juli 1223 erfuhr er jedoch in Gloucester vom Tod des französischen Königs Philipp II. Darauf kehrte er sofort nach London zurück, da er hoffte, die 1204 an Frankreich verlorene Normandie zurückzugewinnen können. Fürst Llywelyn führte noch im August 1223 Verhandlungen mit der englischen Regierung, doch Anfang September begann er mit der Belagerung von Builth Castle in Powys, das von Reginald de Braose verteidigt wurde. Darauf berief Hubert de Burgh, der inzwischen eingestehen musste, dass seine Hoffnung auf die Rückgewinnung der Normandie vergeblich war, am 12. September das Feudalheer nach Gloucester. Dieses Heer, zusammen mit dem minderjährigen König und den königlichen Haushaltstruppen von 37 Rittern und 71 Waffenknechten zog weiter nach Hereford. In einem raschen, dreiwöchigen Feldzug konnte de Burgh vor dem 23. September Builth Castle entsetzen. Anschließend zog das Heer nach Norden, wo es bei Montgomery mit dem Bau einer neuen königlichen Burg begann.

## Folgen
Mit diesen Erfolgen sicherte de Burgh das südliche Powys für England. Hubert de Burgh und der junge König blieben vom 30. September bis zum 11. Oktober in Montgomery, wo sich ihnen am 7. Oktober Fürst Llywelyn sowie Maelgwn ap Rhys und Rhys Gryg unterwarfen. Erzbischof Langton hob die Exkommunikation des walisischen Fürsten auf, während Llywelyn den Bau von Montgomery Castle akzeptierte. Maelgwn ap Rhys verzichtete auf Cardigan, Carmarthen, St Clear, Laugharne, Llansteffan und Cemais sowie Rhys Gryg auf Kidwelly. Montgomery blieb in königlichen Besitz, während in Carmarthen und Cardigan Pembroke als königlicher Verwalter eingesetzt wurde. Cemais fiel wieder an den jungen Erben von William FitzMartin, dessen Vormund Falkes de Bréauté war, während St Clears wieder an Reginald de Braose fiel, der auch seinen Neffen John de Braose zeitweise aus Gower verdrängen konnte. Cynan ap Hywel blieb als Verbündeter von Pembroke Lord des südlichen Ceredigion. Montgomery Castle sicherte die mittleren Welsh Marches vor Angriffen der Waliser und diente dazu als Brückenkopf für weitere Feldzüge nach Nord- und Mittelwales. Trotz dieser Erfolge blieb jedoch die Vorherrschaft von Fürst Llywelyn über weite Teile von Wales erhalten.